# Pfarrkirche Hohenberg

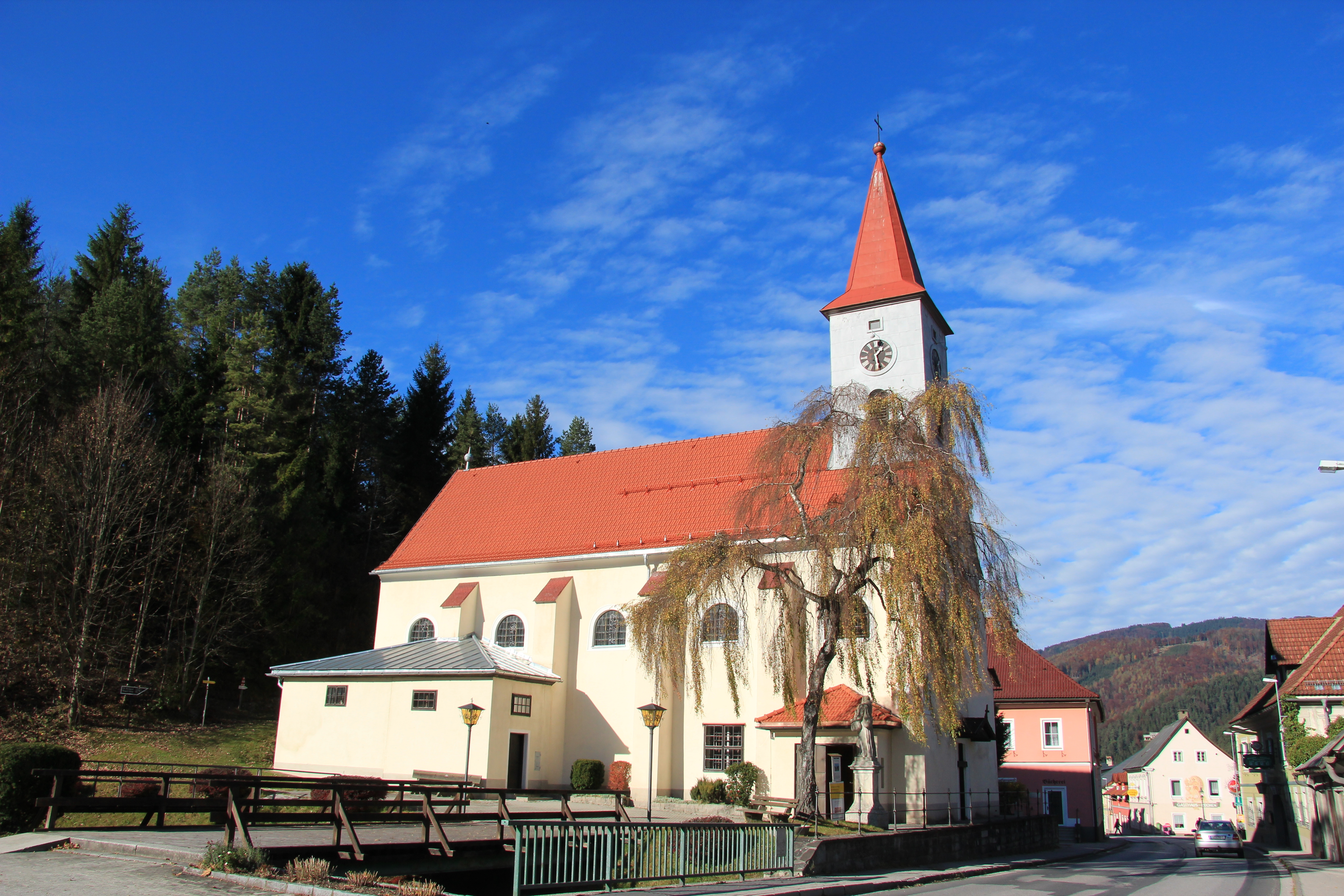
Katholische Pfarrkirche hl. Jakobus der Ältere in Hohenberg

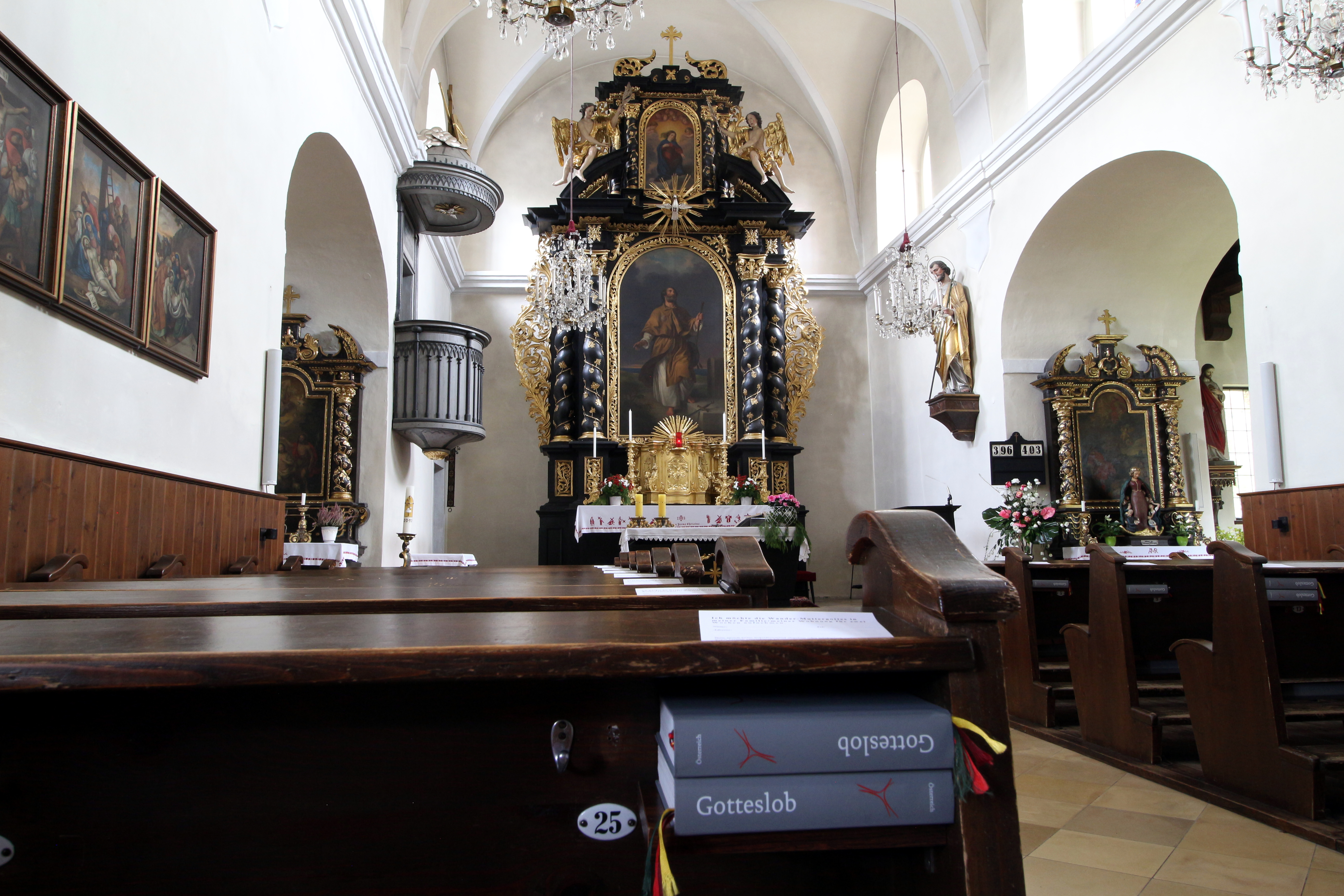
Langhaus, Blick zum Chor

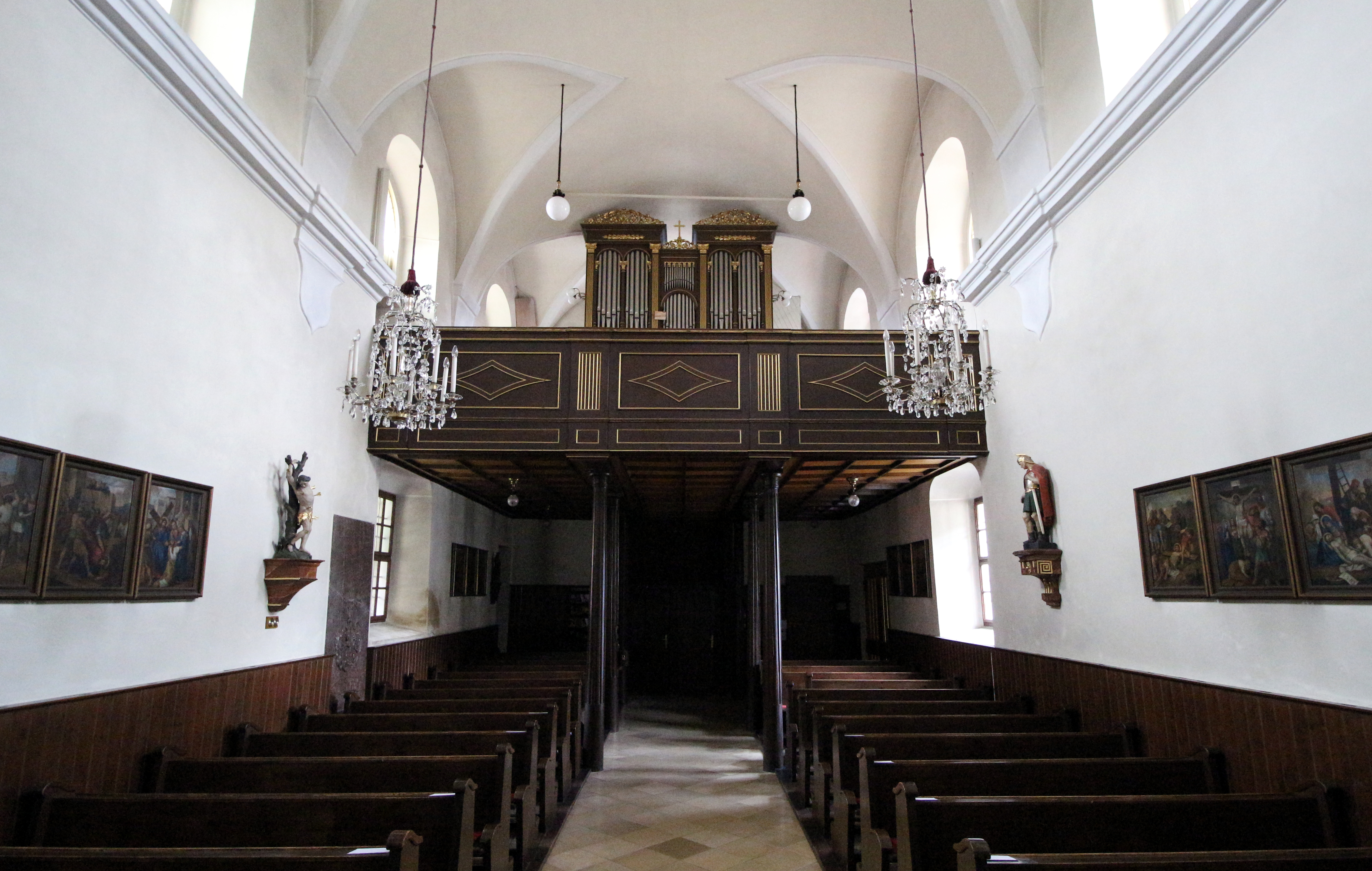
Langhaus, Blick zur Orgelempore

Die römisch-katholische Pfarrkirche Hohenberg steht an der westlichen Straßenseite des Marktes in der Marktgemeinde Hohenberg im Bezirk Lilienfeld in Niederösterreich. Die dem Patrozinium des hl. Jakobus der Ältere unterstellte Pfarrkirche gehört zum Dekanat Lilienfeld in der Diözese St. Pölten. Die Kirche steht unter Denkmalschutz (Listeneintrag).

## Geschichte
Urkundlich wurde 1325 die Gründung der Pfarre durch Ablösung von der Pfarre St. Aegyd am Neuwalde genannt.
Der heutige Kirchenbau entstand um 1630. Der Dachreiter wurde 1891 erneuert. 1980 wurde die Kirche restauriert und nördlich eine Kapelle angebaut.

## Architektur
Die schlichte frühbarocke Saalkirche mit einem westlichen Chor mit einem geraden Schluss trägt einen Dachreiter.
Das Kirchenäußere zeigt einen einheitlichen Kirchenbau unter einem Satteldach ostseitig mit Schopfwalm und Dachreiter mit einem Pyramidenhelm, die Fassade zeigt Strebepfeiler und hoch eingesetzte Rundbogenfenster. Das erste Langhausjoch ist nördlich und südlich mit je einem niedrigen Zubau erweitert und südlich mit einer Sakristei aus dem 17. Jahrhundert und einer Kapelle aus 1980 verbaut. Das Westportal ist vermauert und der Eingang befindet sich seit 1980 im Süden.
Das Kircheninnere zeigt einen fünfjochigen Innenraum, der Chor hat die gleiche Breite wie das Langhaus, unter einer Stichkappentonne aus dem Anfang des 17. Jahrhunderts, die beidseitigen Nischen im zweiten Joch sind quertonnengewölbt. Die balkonartige neogotische Orgelempore steht auf sechs hölzernen Rundsäulchen.
Die Glasmalereien schuf der Maler Franz Pitza 1953, sie zeigen die Heiligen Hippolyt, Leopold, Johannes, Josef, Hubertus und Christopherus.

## Einrichtung
Der Hochaltar aus 1691 als Retabel mit gedrehten Doppelsäulen zeigt das Altarblatt hl. Jakobus der Ältere und das Oberbild Unbefleckte Empfängnis flankiert von barocken Engelsfiguren.
Die Kreuzwegbilder schuf der Maler Josef Baldauf 1852.
Die Orgel baute Rieger Orgelbau 1985 in einem neobarocken Gehäuse aus 1882. Eine Glocke nennt Jakob Schulthes 1630. Eine Glocke nennt Franz Rodtlmayer 1793.

## Grabdenkmäler
Nördlich an der Kirche
- Ein kreuzförmiger Grabstein zu Magdalena Krikl 1783.
- Eine Rundbogennische mit einem Kriegergrab für die Gefallenen des Zweiten Weltkriegs.

Im Kircheninneren
- Wappengrabplatte zu Wolfgang von Hechenfeld 1521 und Wappengrabplatte zu Catherina Wuschletitschin 1658.

Beim Pfarrhof südöstlich der Pfarrkirche
- Kriegerdenkmal mit Inschrifttafeln für die Gefallenen beider Weltkriege.